# Zlatko Aleksovski
Zlatko Aleksovski (8 de enero de 1960) es un exfuncionario bosniocroata, quien fue comandante de prisión durante la Guerra de Bosnia. Fue acusado por el Tribunal Penal Internacional para la antigua Yugoslavia y condenado a 7 años de cárcel por trata ilegal de prisioneros en el Valle de Lašva en Bosnia y Herzegovina.

## Primeros años
Zlatko Aleksovski nació en Pakrac, República Socialista de Croacia, Yugoslavia, el 8 de enero de 1960. Fue criado y educado en la ciudad de Zenica en Bosnia Socialista. Posteriormente, obtuvo un título en Sociología en la Universidad de Sarajevo. Tras graduarse de la universidad, Aleksovski trabajó en la prisión en Zenica como funcionario de esta, de 1987 a 1992, a cargo de rehabilitar y supervisar el bienestar de aproximadamente cincuenta prisioneros.

## Rol en la Guerra de Bosnia
Durante la Guerra Croata-Bosnia (parte de la Guerra de Bosnia entre 1992 y 1995), Aleksovski fue el comandante de la prisión de Kaonik en el municipio de Busovača, entre enero y mayo de 1993.
Durante este periodo, recibió varios cientos de civiles bosníacos del Consejo Croata de Defensa (HVO) en el centro de detención en Kaonik.
Durante su mando en la prisión, el TPIY afirmó que "Muchos de los detenidos bajo su control fueron sometidos a tratos inhumanos, incluyendo interrogatorios excesivos y crueles, daños físicos y psicológicos, y trabajos forzados, los detenidos fueron también utilizados como escudos humanos, siendo asesinados o fallecieron de otra manera." Después de ejercer como comandante de prisión en Kaonik, Aleksovski ejerció posteriormente como 'Jefe del distrito' del HVO en la Prisión de Mostar en Bosnia y Herzegovina.

## Juicio y Encarcelamiento

### Fiscalía contra Aleksovski
El 8 de junio de 1996, poco después del fin de la guerra, Aleksovski fue arrestado por autoridades croatas en Split, antes de ser transferidos al TPIY en La Haya, Países Bajos, el 28 de abril de 1997. La Corte Suprema de Croacia había autorizado la extradición de Aleksovski a La Haya, sin embargo, no fue extraditado hasta que los Estados Unidos presionaran a Croacia para que lo hiciera. El 2 de noviembre de 1995, el TPIY acusó a Aleksovski de violar dos artículos de los Convenios de Ginebra, "sobre las bases de la responsabilidad penal individual y la responsabilidad criminal superior" por el Artículo 7 del Convenio de Ginebra. Aleksovski fue acusado de violar los siguientes artículos de los Convenios de Ginebra:
- Artículo 2 - tratamiento inhumano; Causando deliberadamenre gran sufrimiento o serios daños físicos o de salud.
- Artículo 3 - ultrajes hacia la dignidad personal.

Su primera audiencia en la corte se llevó a cabo el 29 de abril de 1997 y se declaró no culpable de todos los cargos que se le acusaba. El juicio comenzó el 6 de enero de 1998 y finalizó el 23 de marzo de 1999. A pesar de que el juicio declaró no culpable a Aleksovski de no haber violado el Artículo 2, fue declarado culpable de violar el Artículo 3.
El 7 de mayo de 1999, Aleksovski fue condenado inicialmente a dos años y medio de cárcel.

### Apelaciones
La defensa de Aleksovski presentó una apelación (con respecto al veredicto culpable al Artículo 3) el 17 de mayo de 1999 y la fiscalía contrarrestó con otra apelación (con respecto al veredicto no culpable al Artículo 2 y la duración de la sentencia) el 19 de mayo de 1999. Debido a las apelaciones en curso, Aleksovski fue liberado desde el 7 de mayo de 1999 hasta el 9 de febrero de 2000, cuando el TPIY ordenó que fuera nuevamente arrestado. La Corte de Apelaciones del TPIY llegó a un veredicto el 24 de marzo de 2000. La apelación de la defensa con respecto a la condena fue finalmente rechazada, mientras que la apelación del procesamiento en relación con el juicio y a la sentencia fue permitida. La Corte de Apelaciones declaró que Aleksovski era "el comandante de la prisión y como autoridad tal podría haber evitado los crímenes y abusos en la prisión, y ciertamente debería haber estado involucrado en ellos. Una frase apropiada tendría que reflejar estos factores". La condena de Aleksovsk fue aumentada a siete años de prisión.

### Encarcelamiento
El 22 de septiembre de 2000, Aleksovski fue transferido a Finlandia para cumplir el resto de su condena. Finlandia fue uno de los países en acuerdo al TPIY para hacer cumplir la sentencia. Aleksovski fue liberado de prisión un año después, el 14 de noviembre de 2001.[¿Por qué?]

## Vida privada
Aleksovski se describió a sí mismo como étnicamente croata. Está casado y tiene dos hijos.